# 縣 (厄瓜多爾)

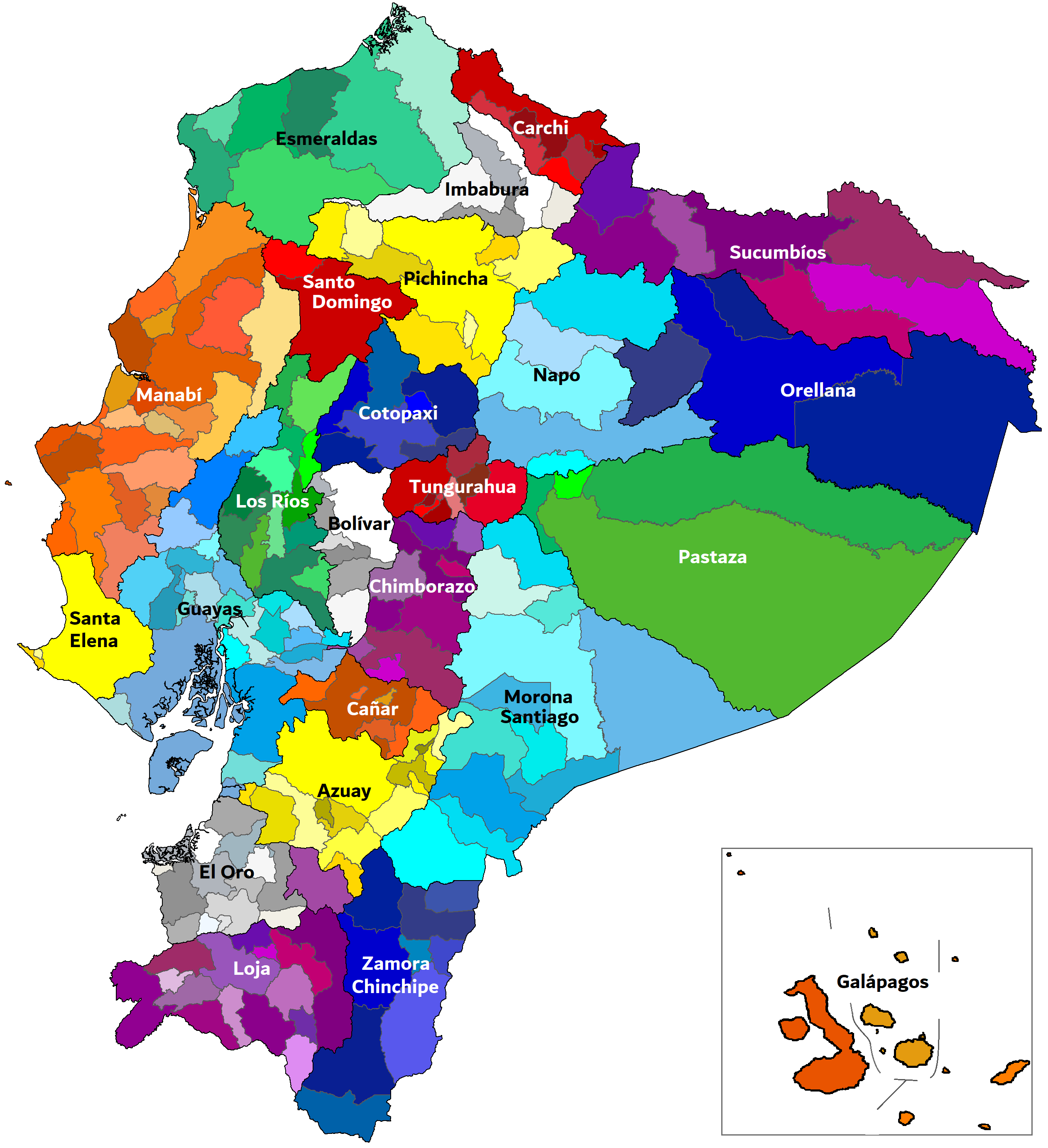
厄瓜多爾縣份地圖

縣，又譯市，是厄瓜多爾的二級行政區，位於省之下。全國有221個縣。
縣下轄為教區（西班牙語：Parroquias）。